# Atlanta Nights
Atlanta Nights -- Nopțile din Atlanta este un roman de colaborare creat în 2004 de un grup de autori de science-fiction și de fantezie, cu scopul expres de a produce o lucrare atât de  proastă încât să fie nepublicabilă, astfel încât să testeze dacă editura PublishAmerica ar accepta-o în continuare. Romanul a fost acceptat; dar după ce a fost dezvăluit că totul a fost o farsă, editura și-a retras oferta. 
Scopul principal al exercițiului a fost acela de a testa afirmațiile PublishAmerica de a fi o „editură tradițională” care ar accepta doar manuscrise de înaltă calitate. Criticii au susținut demult că PublishAmerica nu acordă o atenție specială potențialului de vânzare al cărților pe care le publică, deoarece majoritatea veniturilor lor provin din partea autorilor, mai degrabă decât din partea cumpărătorilor de cărți. PublishAmerica a avut anterior câteva observații publice extrem de derogative despre scriitorii de science-fiction și de fantezie, deoarece multe dintre criticile aduse editurii proveneau din comunitățile respective; acele observații derogatorii au influențat decizia de a face un astfel de test public al afirmațiilor editurii PublishAmerica.

## Prezentare
Romanul nu are nicio singură acțiune. Personajele principale schimbă sexul, mor și se întorc brusc fără alte explicații. Un capitol este scris de un program de calculator care generează un text aleatoriu din frazele celorlalte capitole.
În cele din urmă, se dezvăluie că totul a fost doar un vis, dar povestea continuă încă în mai multe capitole.

## Publicare
Ulterior, autorii au publicat cartea prin intermediul editurii la cerere Lulu sub pseudonimul "Travis Tea", cu mențiunea că toate profiturile  se vor livra către Fondul Medical de Urgență al Science Fiction and Fantasy Writers of America. Recenzia lui Teresa Nielsen Hayden a afirmat că: „Lumea este plină de cărți proaste scrise de amatori. Dar de ce să vă mulțumiți cu atât? Atlanta Nights este o carte proastă scrisă de către experți."

## Autori
Autorii capitolelor acestei cărți sunt: 
- Capitolul 1 – Sherwood Smith
- Capitolul 2 – James D. Macdonald
- Capitolul 3 – Sheila Finch
- Capitolul 4 – Charles Coleman Finlay
- Capitolul 5 – Julia West
- Capitolul 6 – Brook West
- Capitolul 7 – Adam-Troy Castro
- Capitolul 8 – Allen Steele
- Capitolul 9 – Alan Rodgers
- Capitolul 10 – Mary Catelli
- Capitolul 11 – Andrew Burt
- Capitolul 12 – Victoria Strauss
- Capitolul  12 – Shira Daemon (Sunt 2 capitole 12)
- Capitolul 13 – Vera Nazarian
- Capitolul 14 – Sean P. Fodera
- Capitolul 15 – Teresa Nielsen Hayden
- Capitolul  16 – Ken Houghton
- Capitolul  17 – Charles Coleman Finlay (Identic cu Capitolul 4)
- Capitolul 18 – M. Turville Heitz
- Capitolul 19 – Kevin O'Donnell, Jr
- Capitolul  20 – Chuck Rothman
- Capitolul 22 – Laura J. Underwood (Capitolul 21 "lipsește")
- Capitolul  23 – Jena Snyder
- Capitolul 24 – Paul Melko
- Capitolul 25 – Tina Kuzminski
- Capitolul 26 – Ted Kuzminski
- Capitolul 27 – Megan Lindholm/Robin Hobb
- Capitolul 28 – Danica and Brook West
- Capitolul 29 – Rowan and Julia West
- Capitolul 30 – Derryl Murphy
- Capitolul 31 – Michael Armstrong
- Capitolul 32 – Pierce Askegren
- Capitolul 33 – Deanna Hoak
- Capitolul 34 – Text generat de computer, prin software-ul Bonsai Story Generator
- Capitolul 35 – Catherine Mintz
- Capitolul 36 – Peter Heck
- Capitolul 37 – M. Turville Heitz
- Capitolul 38 –
- Capitolul 39 – Brenda Clough
- Capitolul 40 – Judi B. Castro
- Capitolul 41 – Terry McGarry

## Vezi și
- 2005 în științifico-fantastic